# Back Catalogue
Back Catalogue är ett samlingsalbum av Front 242, utgivet 1987 och återutgivet 1992. Albumet innehåller låtar inspelade mellan 1982 och 1985.

## Låtlista
| Nr           | Titel                | Längd |
| ------------ | -------------------- | ----- |
| 1.           | U-Men                | 3:13  |
| 2.           | Geography II         | 1:08  |
| 3.           | Kampfbereit          | 3:18  |
| 4.           | Operating Tracks     | 3:48  |
| 5.           | Geography I          | 2:16  |
| 6.           | Take One             | 4:45  |
| 7.           | Controversy Between  | 4:54  |
| 8.           | Sample D.            | 3:13  |
| 9.           | S.FR Nomenklatura I  | 4:24  |
| 10.          | S.FR Nomenklatura II | 2:10  |
| 11.          | Lovely Day           | 5:23  |
| 12.          | Special Forces       | 5:30  |
| 13.          | Commando Remix       | 9:03  |
| 14.          | No Shuffle           | 3:45  |
| 15.          | Don't Crash          | 4:51  |
| 16.          | Funkahdafi           | 3:15  |
| 17.          | Take One (Live)      | 5:00  |
| 18.          | U-Men (Live)         | 5:00  |
| Total längd: | Total längd:         | 75:31 |

## Medverkande
- Daniel Bressanutti
- Jean-Luc de Meyer
- Patrick Codenys
- Richard Jonckheere